# Johnny Hess
Pour les articles homonymes, voir Johnny et Hess.
Ne doit pas être confondu avec Johnny Hoes.
Johnny Hess est un chanteur et compositeur suisse francophone, né le 31 décembre 1915 à Engelberg dans le canton d'Obwald et mort le 14 novembre 1983 à Saint-Maurice en Île-de-France.

## Biographie

### Jeunesse et formation
Johnny Hess naît en décembre 1915 à Engelberg, canton d'Obwald, de Marguerite et Edward Hess. Au début des années 1920, la famille arrive en France, à Levallois.
À l'âge de 16 ans, il s'inscrit à l'École supérieure de commerce de Paris.

### Carrière
En 1931, Johnny Hess joue du piano dans le cabaret appelé Le College Inn à Montparnasse. Il y rencontre Charles Trenet.
De 1933 à 1937, avec Charles Trenet, il forme le duo Charles et Johnny. Il compose quelques musiques sur des textes de Charles Trenet, mais aussi pour Édith Piaf (Monsieur Saint-Pierre), Tino Rossi (Les jours sans ma belle), puis, en 1950, la musique du film Amour et compagnie de Gilles Grangier.
Il popularise, en France, l'appellation « zazou » avec ses chansons Je suis swing (1938) et Ils sont zazous (1942). Il emprunte, sous forme d’adjectif, l'onomatopée de la célèbre chanson swing de Cab Calloway Zaz Zuh Zaz (1933),,, dont les paroles sont :

« Now, here's a very entrancing phrase,

It will put you in a daze,

To me it don't mean a thing,

But it's got a very peculiar swing!

Zaz-zuh-zaz-zuh-zaz,

Zaz-zuh-zaz-zuh-zay. »

Je suis swing (extrait)

Je suis swing je suis swing

Zazou zazou zazou zazoudé

Je suis swing, oh je suis swing

C’est fou c’est fou c’que ça peut m’griser

Après sa séparation d'avec Charles Trenet, il ouvre le cabaret ayant pour nom Le Jimmy’s, où il fait débuter des artistes comme Henri Salvador. Dans les années 1960, il se recycle en vendeur de tunnels de lavage auto et aurait alors résidé à Zurich.

### Mort et hommage posthume
Il meurt des suites d'une crise cardiaque le 14 novembre 1983 à Saint-Maurice et repose au cimetière parisien d'Ivry.
Dix ans plus tard, Charles Trenet écrit « Johnny, tu me manques » en son souvenir.

## Discographie solo
- Intégrale 1938-1951 (Frémeaux & Associés, FA 5054, 2004)